# Хайнрих II фон Рандек
Хайнрих II фон Рандек (на немски: Heinrich II. von Randeck; † сл. 1275) от швабския благороднически род фон Рандек, е господар на замък Рандек в Рейнланд-Пфалц.

## Произход
Той е най-големият син на Готфрид I фон Рандек († сл. 1260) и съпругата му де Валтекин (de Walthecce), дъщеря на Рудолфус де Валтекин/Валдек (* пр. 1219; † сл. 1224). Внук е на Хайнрих I фон Рандек († 1219/1224) и Лутрада († сл. 1207). Брат е на рицар Йохан I фон Рандек († 1298), Готфрид II фон Рандек († 1292) и на сестра, омъжена за Вилхелм Лето фон Алцай.

## Деца
Хайнрих II фон Рандек има четирима сина:
- Теодерих фон Рандек, наричан Рандекер, бургграф на Бьокелхайм (* пр. 1285; † сл. 1327), баща на
  - Йохан Рандекер (* пр. 1324; † 3 септември 1357), рицар
- Еберхард I фон Рандек (* пр. 1288; † сл. 1324)
- Хайнрих фон Рандек († сл. 1299)
- Симон фон Рандек (* пр. 1299; † 1329)